# Ca' Rezzonico
Ca' Rezzonico és un antic palau de Venècia del segle xvii, on actualment s'alberguen les col·leccions de l'anomenat Museu del segle xviii venecià. Es troba al districte (sestiere) de Dorsoduro.

## Història com a palau
El palau va ser construït per Baldassare Longhena al segle xvii i uns anys més tard va ser adquirit per la família Rezzonico.
Dins el palau es poden contemplar meravellosos frescos, pintats al sostre per Giambattista Tiepolo, entre els quals destaca el fresc de l'Al·legoria nupcial encarregat per les noces de Lodovico Rezzonico amb Faustina Savorgnan el 1758. Cap al 1906 es van traslladar fins a aquest palau diversos frescos d'un fill de l'esmentat artista, Giovanni Domenico Tiepolo, procedents de la vil·la familiar de Zianigo. També hi destaquen les obres d'art de Pietro Longhi.
L'any 1888 el va adquirir el poeta anglès Robert Browning, que hi va morir un any més tard.

## Història com a museu
Des de l'any 1934 s'hi exhibeixen interessants exposicions temporals. En els anys posteriors es va rehabilitar i es va tornar a obrir al públic amb una col·lecció d'unes tres-centes obres d'art; també s'hi pot contemplar una farmàcia de l'època.